# Kindràtove
Kindràtove (en (ucraïnès): Кіндратове) és un poble de la República Autònoma de Crimea a Ucraïna, que el 2014 tenia 803 habitants. Pertany al districte rural de Djankoi. Fins al 1948 la vila es deia Aksiurú-Konrat.